# Orhei (arrondissement)
Orhei is een arrondissement van Moldavië. De zetel van het arrondissement is de stad Orhei. Het arrondissement ligt midden in Moldavië.
De 38 gemeenten, incl. deelgemeenten (localitățile), van Orhei:
- Berezlogi, incl. Hîjdieni
- Biești, incl. Cihoreni en Slobozia-Hodorogea
- Bolohan
- Brăviceni
- Bulăiești
- Chiperceni, incl. Andreevca en Voroteț
- Ciocîlteni, incl. Clișova Nouă en Fedoreuca
- Clișova
- Crihana, incl. Cucuruzenii de Sus en Sirota
- Cucuruzeni, incl. Ocnița-Răzeși
- Donici, incl. Camencea en Pocșești
- Ghetlova, incl. Hulboaca en Noroceni
- Isacova
- Ivancea, incl. Brănești en Furceni
- Jora de Mijloc, incl. Jora de Jos, Jora de Sus en Lopatna
- Mălăiești, incl. Tîrzieni
- Mîrzești, incl. Mîrzaci
- Mitoc
- Morozeni, incl. Breanova
- Neculăieuca
- Orhei, met de titel orașul (stad)
- Pelivan, incl. Cișmea
- Peresecina
- Piatra, incl. Jeloboc
- Podgoreni
- Pohorniceni
- Pohrebeni, incl. Izvoare en Șercani
- Puțintei, incl. Dișcova en Vîprova
- Sămănanca
- Seliște, incl. Lucășeuca en Mana
- Step-Soci, incl. Budăi
- Susleni
- Teleșeu
- Trebujeni, incl. Butuceni en Morovaia
- Vatici, incl. Curchi en Tabăra
- Vîșcăuți
- Zahoreni
- Zorile, incl. Inculeț en Ocnița-Țărani.